# Cua d'oreneta

Representació esquemàtica de la cua d'oreneta

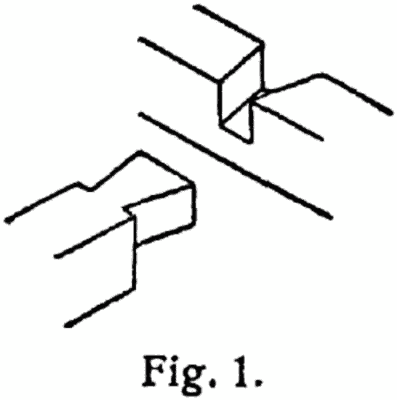
Dibuix del diccionari de tecnologia (1904)

L'acoblament de cua d'oreneta, cua d'oronella, cudornella o cua de milà o coa de milana és un tipus d'encaix, de fusta, de metall o d'altra matèria sòlida, dentat que es talla de manera que la metxa es va eixamplant cap al seu extrem amb forma de falca que recorda la cua d'una oreneta comuna i que es fa encaixar en una cavitat feta amb la mateixa forma, generalment de trapezi, en l'altra peça que es vol acoblar.
L'eina de fuster per a fer embarrotats, és una mena de ribot o plana que fa biaix, amb el ferro de forma especial, dit embarrotador o reganyador. Un embarrotat són les clavendes ressaltades d'una porta d'entrada, de manera que es puguin unir amb les travesseres de darrere; o la unió de dues peces de fusta amb la juntura en angle agut.
Els costats inclinats de la cua d'oreneta reforcen la resistència a la tracció amb el mateix principi d'una falca clavada en el mànec d'un martell o d'una destral. Així a diferència d'un acoblament de caixa i metxa, l'acoblament de cua d'oreneta és capaç de resistir no solament la força lateral, sinó també la força transversal i de tracció. Encaixada així dins un buit de la mateixa forma, roman subjecta molt fortament i no es pot treure sense una gran força.
N'hi ha de dues classes: cudornelles cegues (quan l'encaix o encaixos d'una de les peces de fusta no la travessa, de manera que no es veu la testa de l'altra) i cudornelles passades (quan l'encaix o encaixos d'una de les peces de fusta la travessa, de manera que es veu la testa de l'altra).
Els acoblaments de cua d'oreneta s'utilitzen en moltes àrees de la tecnologia: 
- Encaixos de peces de fusta, sobretot perquè no cal emprar fixacions metàl·liques addicionals (claus o caragols), en particular, per als calaixos, caixes o també instruments musicals.
- Fixació de les paletes al volant d'una turbina.

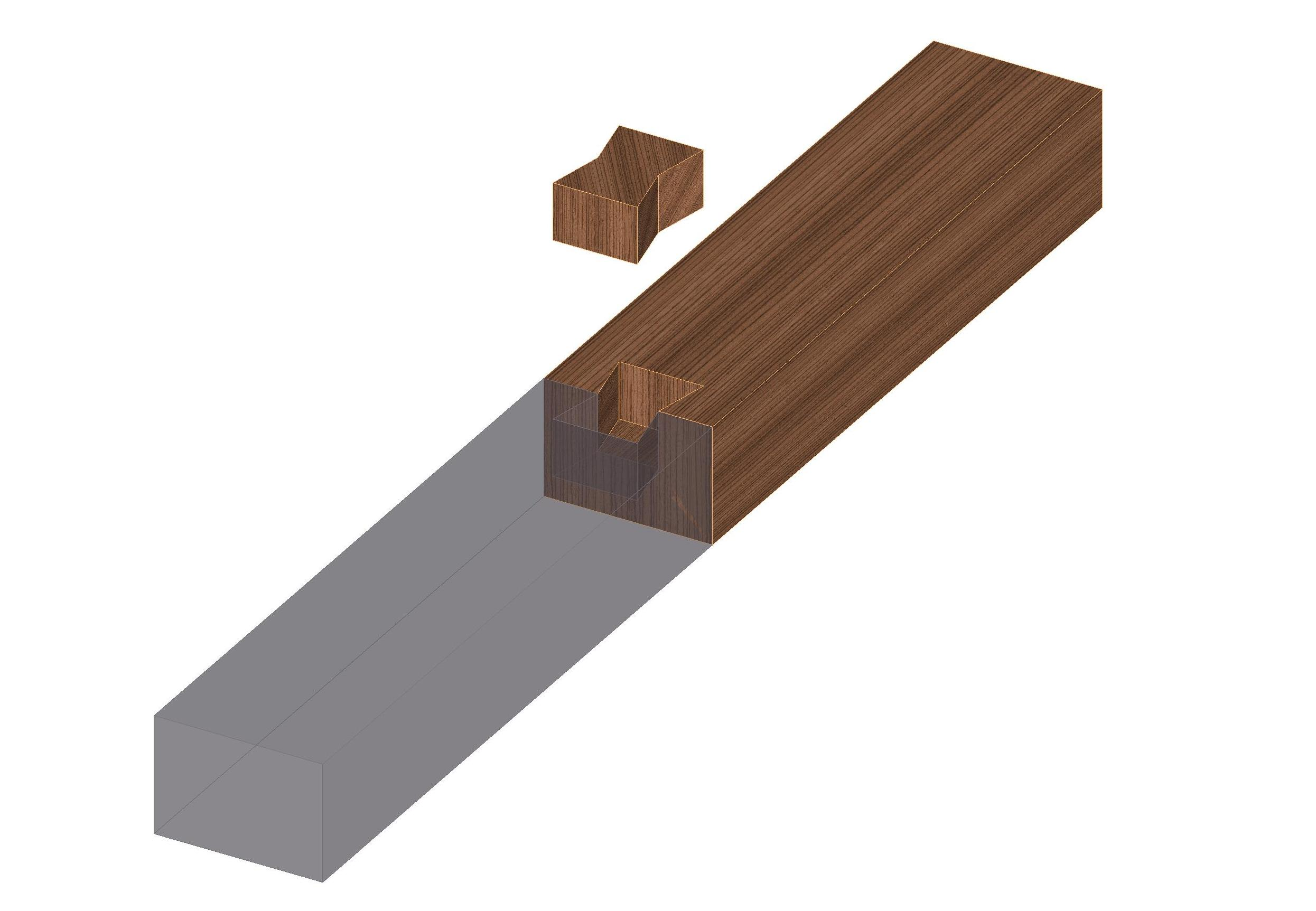
Inserció de cua d'oreneta postissa
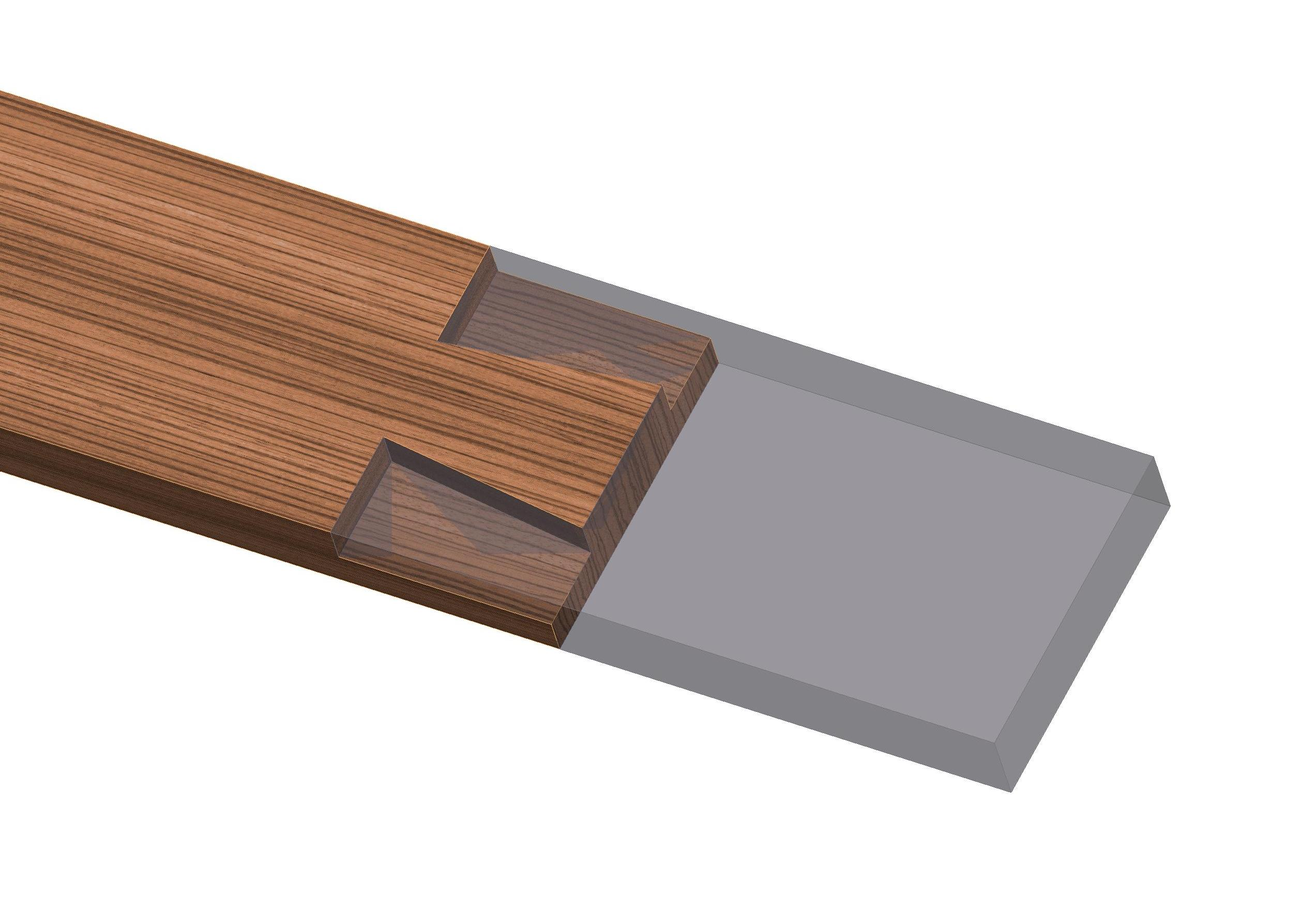
Encaix de cua d'oreneta
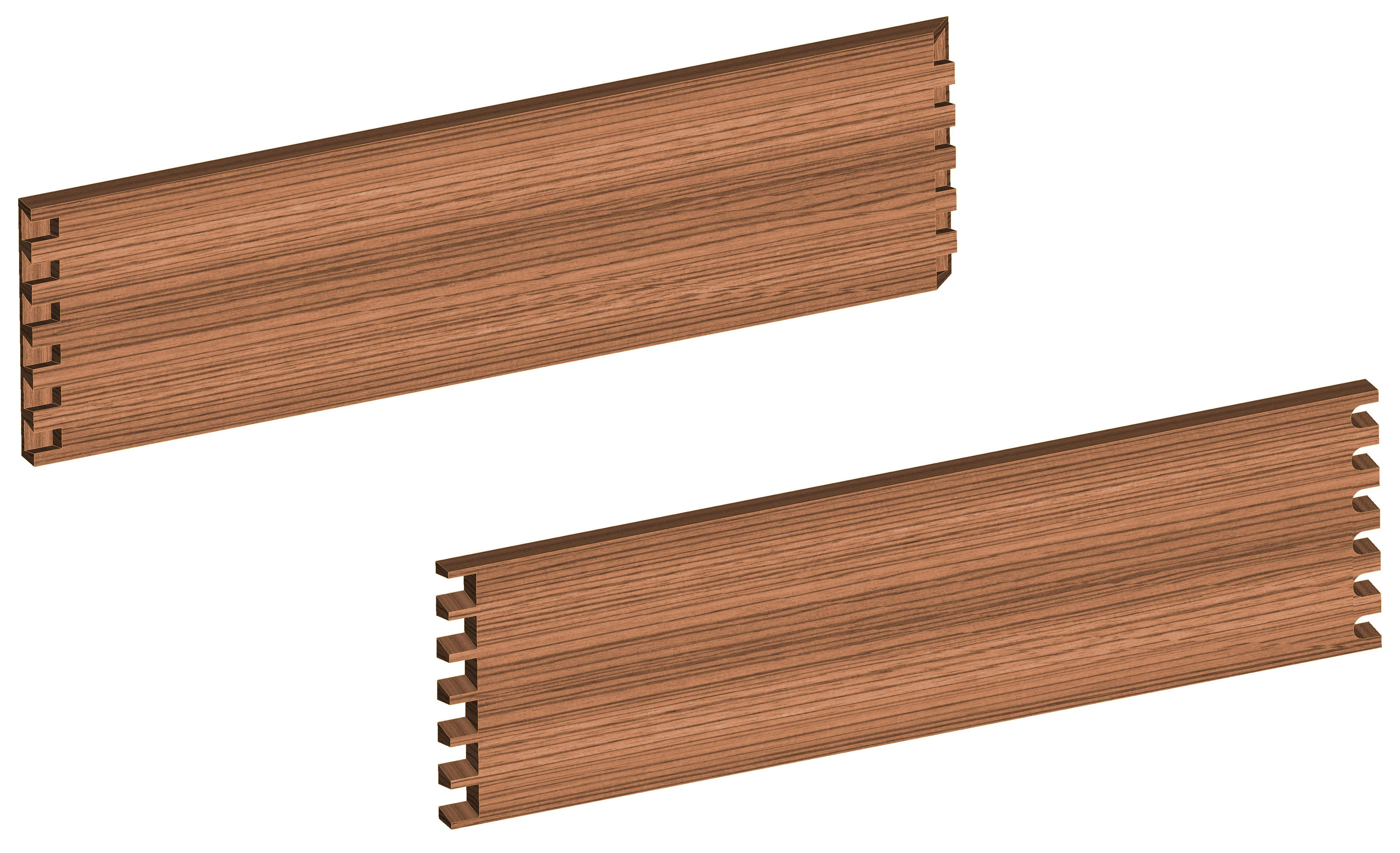
Variacions
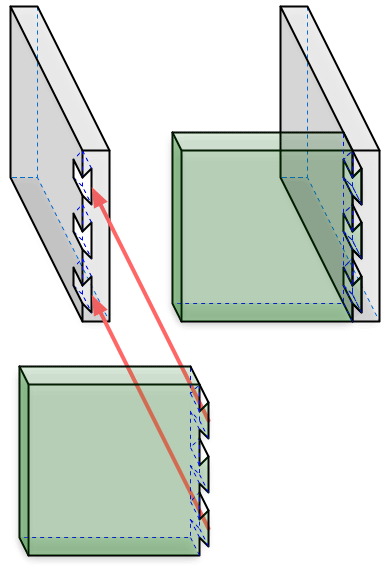
Cua d'oreneta comuna
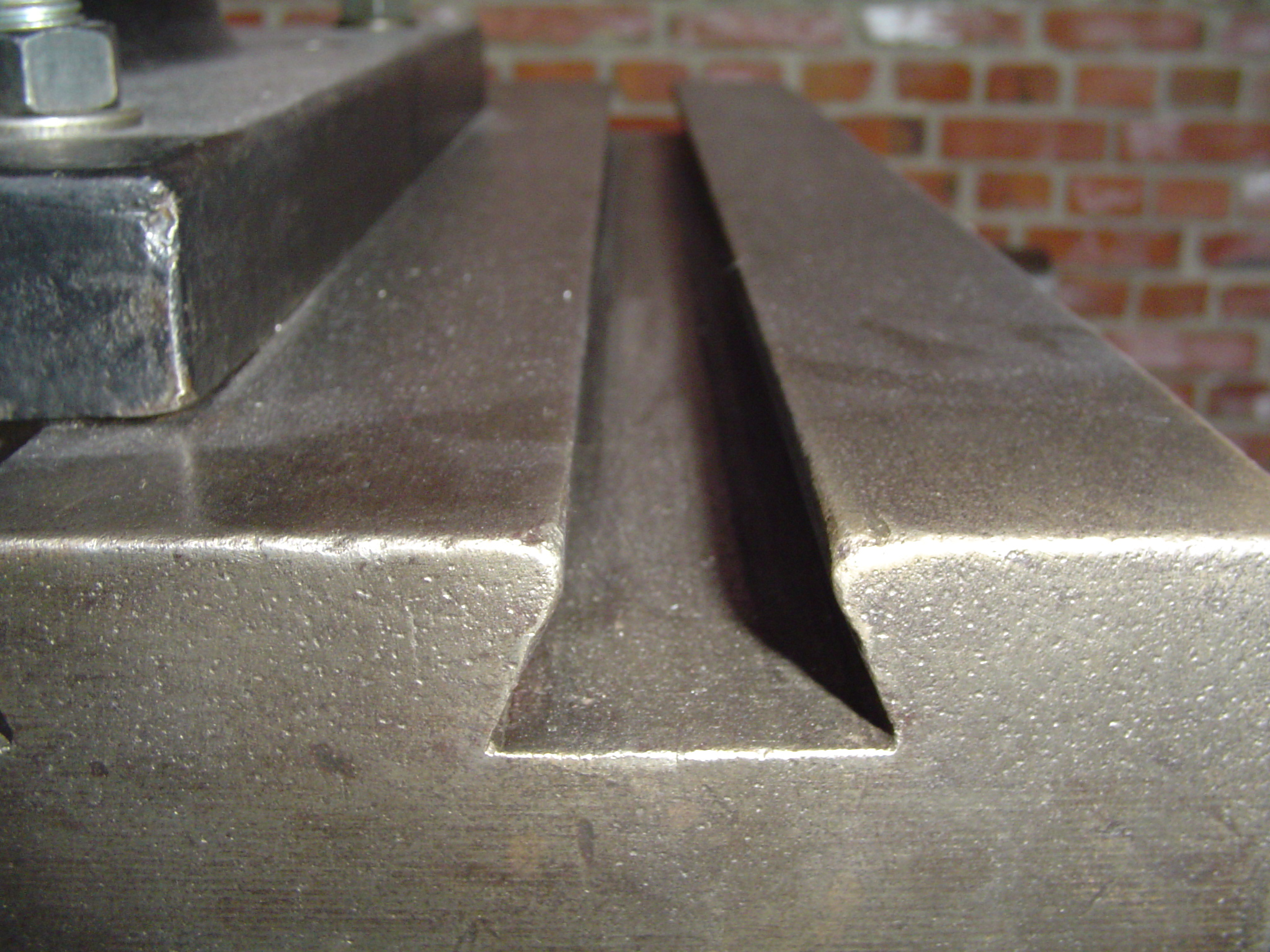
Solc per a la brida de fixació en una màquina-eina